# 古市镇 (南雄市)
古市镇，是中华人民共和国广东省南雄市下辖的一个乡镇级行政单位。

## 行政区划
古市镇下辖以下地区：
古市社区、小坑村、三角岭村、溪口村、修仁村、丰源村、柴岭村、古市村和丹布村。